# Brock Chisholm
George Brock Chisholm (Oakville, 18 maggio 1896 – Victoria, 4 febbraio 1971) è stato un militare e medico canadese, primo direttore generale dell'Organizzazione Mondiale della Sanità.
È stato un forte sostenitore della tolleranza e spesso ha commentato che il peggior nemico dell'umanità non era la malattia, che nel suo sentire poteva essere curata a certe condizioni, ma l'umanità stessa. Nel suo celebre libro Can people learn to learn? auspica l'avvento di scoperte scientifiche che permettano un intervento di politica demografica a livello internazionale a favore del controllo delle nascite capace di produrre "infertilità dopo due o tre bambini".
Nel 1948 è stato l'ispiratore e fondatore della Federazione mondiale per la salute mentale.

## Biografia
Chisholm nacque a Oakville, Ontario, in una famiglia con profonde origini nella regione. Suo nonno Isaac Brock combatté a fianco degli inglesi contro gli Stati Uniti d'America durante la guerra anglo-americana del 1812. Il fratello di suo nonno fu tra i fondatori di Oakville.
Diciottenne all'inizio della prima guerra mondiale, Chisholm si unì alla Canadian Expeditionary Force, e servì nel 15º battaglione come cuoco, cecchino, mitragliere ed esploratore. La sua leadership e l'eroismo lo hanno reso famoso per due aspetti: una croce di guerra per i suoi sforzi in una battaglia al di fuori di Lens in Francia; e il fucile automatico noto come M1918 Browning Automatic Riffe (B.A.R.). Ha avuto il grado di capitano, è stato ferito una volta, ed è tornato a casa nel 1917.
Dopo la guerra, Chisholm ha esercitato la sua passione della medicina per tutta la vita, conseguendo il dottorato presso l'Università di Toronto nel 1924, svolgendo prima un internato in Inghilterra, dove si specializzò in psichiatria. Dopo sei anni di pratica in medicina generale nella sua nativa Oakville, frequentò l'Università di Yale, dove si specializzò in psichiatria infantile. Durante questo periodo, Chisholm sviluppò la sua forte visione marxista in base alla quale i bambini dovrebbero essere allevati il più possibile in un "ambiente intellettualmente libero", svincolato dai pregiudizi e giudizi di ordine politico, morale e religioso dei loro genitori.
Allo scoppio della Seconda Guerra Mondiale, Chisholm fece rapidamente carriera all'interno dell'esercito canadese e del governo. Si unì alla guerra come psichiatra competente negli aspetti psicologici della formazione del soldato, poi salì al rango di direttore generale dei servizi medici, la posizione più alta tra le file dei medici dell'esercito canadese. Egli ebbe il primato mondiale di essere il primo psichiatra a capo di un esercito nazionale. Nel 1944, il governo canadese creò la carica di Vice Ministro della Salute e Chisholm fu la prima persona ad occupare il posto e la tenne fino al 1946.
Nello stesso anno, Chisholm portò le sue opinioni sulla scena internazionale, diventando il segretario esecutivo della Commissione ad interim della Organizzazione Mondiale della Sanità, con sede a Ginevra, in Svizzera. Fu anche uno dei 16 esperti internazionali consultati nella prima stesura dello statuto dell'agenzia. La OMS è diventata un membro permanente delle Nazioni Unite nell'aprile del 1948, e Chisholm ne divenne primo direttore generale con 46 voti a favore e 2 contrari. Rifiutando la rielezione, tenne la carica fino al 1953, periodo durante il quale l'OMS affrontò con successo l'epidemia di colera in Egitto, epidemie di malaria in Grecia e in Sardegna, e introdusse servizi di allarme epidemia a onde corte per le navi in mare.
Chisholm fu un personaggio pubblico controverso pur avendo un grande seguito. Attirò a sé molte critiche per eccesso di cinismo rivoltegli dal popolo canadese circa i commenti che fece a metà degli anni 1940 riguardo al fatto che i bambini non dovrebbero essere incoraggiati a credere a Babbo Natale o alla Bibbia. In quella circostanza furono chieste le sue dimissioni da Vice Ministro della Salute, ma vennero messe a tacere dalla sua nomina a segretario esecutivo dell'OMS.
Nel 1945 fu invitato per una conferenza all'istituto di psichiatria William Alanson White per parlare sul tema "La psichiatria per una pace durevole e progresso sociale". La sfida di Chisholm lanciata ai suoi colleghi psichiatri fu molto precisa: "Con le altre scienze umanistiche la psichiatrica deve ora decidere che futuro immediato dovrà avere la razza umana. Nessun altro può". Harry Stack Sullivan pubblicò l'intervento sulle pagine de Psychiatric Journal, con un editoriale dal titolo "Una rivoluzione culturale per terminare la guerra" deve essere guidata da psicoterapeuti e scienziati sociali.
Nel periodo in cui Chisholm fu Direttore generale dell'OMS 1948-1953, gli viene accreditata questa citazione:
"Per raggiungere un governo mondiale, è necessario rimuovere dalle menti degli uomini il loro individualismo, la fedeltà alla tradizione della famiglia, il patriottismo nazionale ed i dogmi religiosi."
Chisholm fu presidente onorario dei Federalisti Mondiali del Canada, Presidente della Federazione Mondiale della Salute Mentale (1957-1958), e membro onorario di una serie di prestigiose associazioni mediche. Nel 1959, l'American Humanist Association lo ha nominato Umanista dell'anno. Ha ricevuto numerose lauree honoris causa e Compagno dell'Ordine del Canada nel 1967.
Chisholm sposò Grace McLean Ryrie il 21 giugno 1924, ebbe due figli: Catherine Anne e Brock Ryrie.
Morì nell'ospedale dei veterani a Victoria, Columbia Britannica, il 4 febbraio 1971, in seguito ad una serie di infarti.